# Заясенні приголосні
Зая́сенні при́голосні (англ. postalveolar consonants; post-alveolar consonants) — у фонетиці надгрупа приголосних звуків, артикуляція яких відбувається позаду ясенного бугорка. Поділяється на три групи: піднебінно-ясенні, ясенно-твердопіднебінні та ретрофлексні приголосні.  Інші назви — пост-альвеоля́рні при́голосні. 

## Заясенні приголосні

### Сибілянти
Піднебінно-ясенні приголосні:
- [ʃ] (ш) — глухий піднебінно-ясенний фрикативний
- [ʒ] (ж) — дзвінкий піднебінно-ясенний фрикативний
- [t͡ʃ] (ч) — глухий піднебінно-ясенний африкат
- [d͡ʒ] (дж) — дзвінкий піднебінно-ясенний африкат

Ясенно-твердопіднебінні приголосні:
- [ɕ] (м'який ш) — глухий ясенно-твердопіднебінний фрикативний
- [ʑ] (м'який  ж) — дзвінкий ясенно-твердопіднебінний фрикативний
- [t͡ɕ] (м'який  ч) — глухий ясенно-твердопіднебінний африкат
- [d͡ʑ] (м'який  дж) — дзвінкий ясенно-твердопіднебінний африкат

Ретрофлексні приголосні
- [ʂ] (твердий ш) — глухий ретрофлексний фрикативний
- [ʐ] (твердий ж) — дзвінкий ретрофлексний фрикативний
- [ʈ͡ʂ] (твердий ч) — глухий ретрофлексний африкат
- [ɖ͡ʐ] (твердий дж) — дзвінкий ретрофлексний африкат

Спектр заясенних звуків (від м'яких до твердих):
| Група             | ш        | ж        | ч         | дж         |
| ----------------- | -------- | -------- | --------- | ---------- |
| ясенно-піднебінні | /ɕ/ [ш'] | /ʑ/ [ж'] | /t͡ɕ/ [ч'] | /d͡ʑ/ [дж'] |
| піднебінно-ясенні | /ʃ/ [ш"] | /ʒ/ [ж"] | /t͡ʃ/ [ч"] | /d͡ʒ/ [дж"] |
| ретрофлексні      | /ʂ/ [ш]  | /ʐ/ [ж]  | /ʈ͡ʂ/ [ч]  | /ɖ͡ʐ/ [дж]  |